# Kleine Kletterfahrt
Kleine Kletterfahrt ist ein deutscher Kurzfilm von Luis Trenker aus dem Jahr 1952. Der dokumentarische Bergfilm zeigt Marianne Hold in einem frühen Filmauftritt.

## Handlung

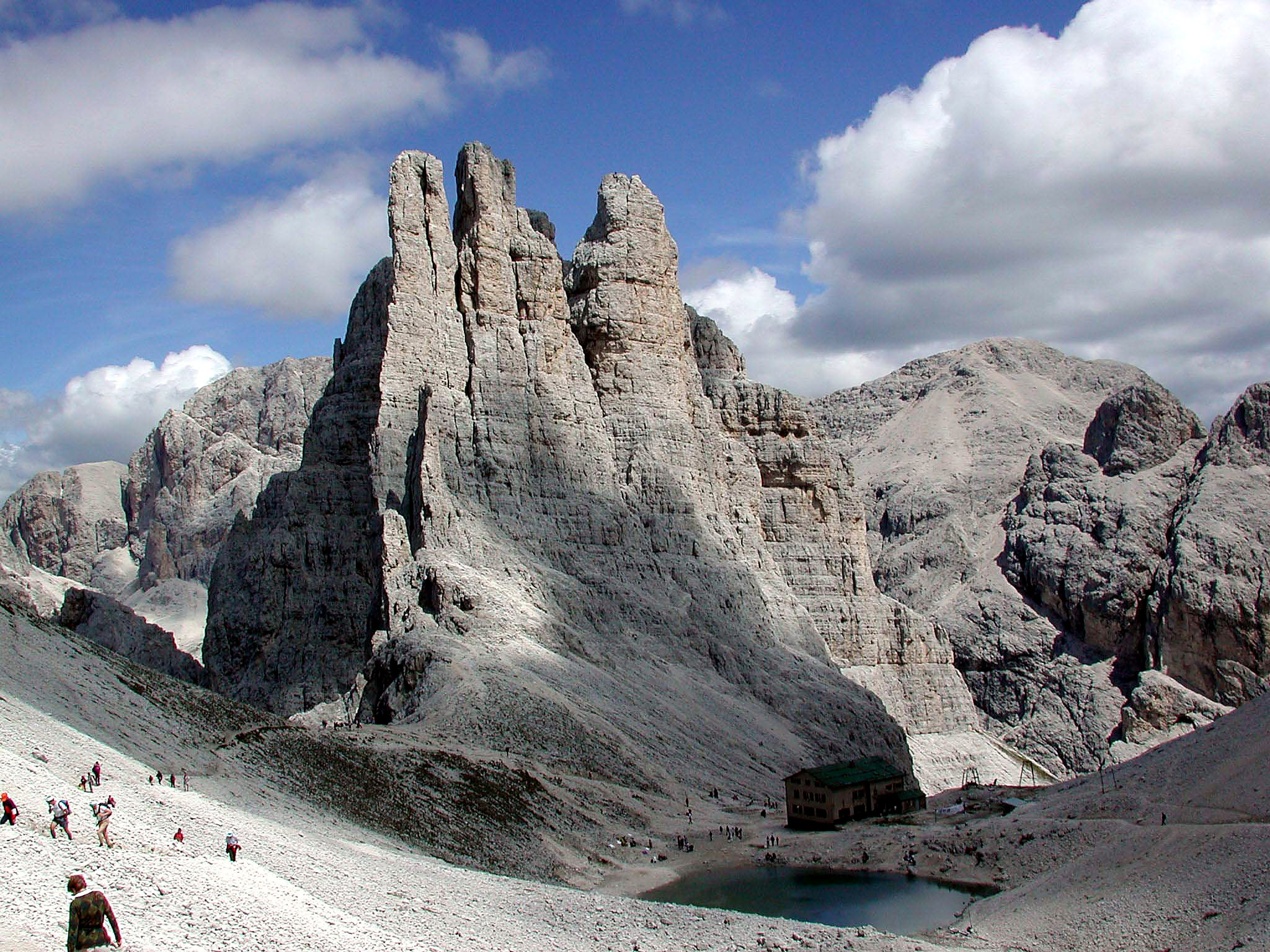
Vajolet-Türme

Schon 1887 wurde der nördlichste Berg der Vajolet-Türme durch den Münchner Georg Winkler erstbestiegen. Der Berg heißt seitdem zu seinem Andenken „Winkler-Turm“. Noch in der Gegenwart gelten die Vajolet-Türme als klassische Prüfung für Kletterer, auch wenn der Weg nach Plan zu Füßen der Türme mit der Grödner Bahn, und damit komfortabler als zu Winklers Zeiten, zurückgelegt werden kann.
An einem Sonnabend treffen auch zwei Bergsteiger am Fuße der Berge ein. Sie haben die jüngere Schwester des einen mitgenommen, die sich um das Zelt und das Essen kümmert. Während die beiden Männer am nächsten Tag zum Berg aufbrechen, ihn besteigen und am Abend zum Zelt zurückkehren, verbringt das Mädchen ihren Tag beim Genießen der Sonne und Ruhe am Berg, beim Schwimmen in einem Bergsee und beim Essenkochen. Erst abends treffen alle drei wieder zusammen, packen ihre Sachen und fahren nach Hause.

## Produktion
Kleine Kletterfahrt entstand am Winkler-Turm und rund um die Vajolet-Türme in Südtirol. Der Film enthält keine Dialoge. Die Handlung wird durch einen Sprecher präsentiert. Im Vordergrund stehen das verantwortungsvolle Handeln am Berg, die nötige Kameradschaft, aber auch der Spaß am Klettern, wenn man erst einmal Erfahrung gesammelt hat. Den Text verfasste Walter Pause.
Die FSK-Prüfung fand am 6. Mai 1952 statt. Der Kurzfilm wurde 1992 als VHS in der Reihe Luis Trenkers berühmte Kurzfilme und 2004 auf DVD zusammen mit dem Langfilm Duell in den Bergen veröffentlicht.